# Carolina di Reuss-Greiz
Principessa Carolina Reuss di Greiz (Caroline Elisabeth Ida; 13 luglio 1884 – 17 gennaio 1905) è stata la prima moglie di Guglielmo Ernesto, Granduca di Sassonia-Weimar-Eisenach.

## Biografia

### Infanzia
Carolina era una figlia del regnante Enrico XXII, principe di Reuss-Greiz, e della moglie, la principessa Ida, figlia di Adolfo I, Principe di Schaumburg-Lippe. Sua madre morì nel 1891, e suo padre morì nel 1902. Aveva un unico fratello superstite, il principe Enrico XXIV di Reuss-Greiz, che era incapace di governare a causa dei disturbi fisici e mentali derivati da un incidente d'infanzia. Il potere passò al loro cugino alla morte del loro padre. La sorella più giovane, Erminia di Reuss-Greiz avrebbe poi sposato l'Imperatore Guglielmo II come sua seconda moglie.

## Matrimonio

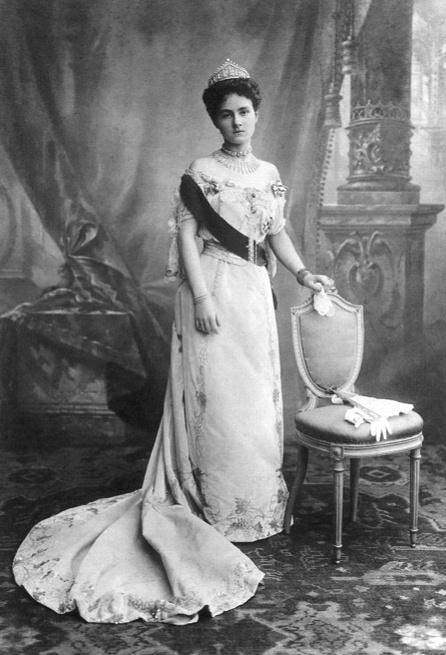
Carolina di Reuß-Greiz in una fotografia ufficiale in abito di corte.

Il fidanzamento della principessa Carolina e Guglielmo Ernesto, il regnante Granduca di Sassonia-Weimar-Eisenach dal 1901, venne annunciato il 10 dicembre 1902. Si sposarono al Castello di Buckeburg (la casa di suo zio), il 30 aprile 1903.
Carolina era contro questo matrimonio e, all'ultimo secondo, tentò di tirarsi indietro, solo per essere persuasa più forzatamente dall'Imperatore Guglielmo II e l'Imperatrice Augusta Vittoria a procedere con il matrimonio. Caroline indossava un abito di raso bianco rifinito con pizzo; i suoi cugini Giorgio di Schaumburg-Lippe ed Enrico XIV di Reuss, nonché la madre di Guglielmo Ernesto, la Granduchessa Ereditaria Vedova Paolina parteciparono al matrimonio. Anche sua cugina la Regina Guglielmina dei Paesi Bassi e il suo consorte il Principe Enrico vennero alla nozze.

### Vita alla corte di Weimar
Il matrimonio fu infelice, poiché Carolina trovò la rigida etichetta di corte di Weimar intollerabile. La corte era considerata come una delle più soffocante della Germania. Una fonte raccontò:

"Avvolge regalità lì in una specie di prigionia, e mentre il granduca si presta ad esso ed è troppo conservatore per ammettere di qualsiasi cambiamento, schiaccia con le sue impedimenti i membri più vivace della famiglia".

Suo marito è stato descritto come:

"Uno dei più ricchi sovrani in Europa; impassibile, ben educato, intriso di grande orgoglio di razza, e un senso stretto di ciò che è dovuto per l'unto del Signore. Egli è anche uno dei sovrani più duramente rispettati e correttamente tedeschi... il Granduca è molto ottuso, e la sua corte e l'ambiente riflettono il suo carattere in questo senso a tale rispetto che Weimar è diventata la più triste delle capitale in Europa".

Carolina provocò uno scandalo cercando rifugio in Svizzera; suo marito la seguì poco dopo, come fu fatto capire che non era fuggita dal matrimonio, ma invece aveva semplicemente cercato di stare lontano dal suo entourage a Weimar. Infine fu indotta a tornare, ma ben presto perse la salute e cadde in melanconia. Morì diciotto mesi dopo il loro matrimonio, il 17 gennaio 1905, in circostanze misteriose. La causa ufficiale della morte fu per la polmonite a seguito dell'influenza, ma altre fonti hanno suggerito il suicidio. Il matrimonio rimase senza figli. Carolina fu l'ultimo membro del Casato di Sassonia-Weimar a essere sepolta nella Weimar Fürstengruft, la cripta della famiglia reale. Guglielmo Ernesto successivamente si risposò con la Principessa Feodora di Sassonia-Meiningen.

## Albero genealogico
|                              |                                       |                                         | Genitori                                       |  |  | Nonni |  |  | Bisnonni                   |  |  | Trisnonni                |  |
|                              |                                       |                                         |                                                |  |  |       |  |  | Enrico XIII di Reuss-Greiz |  |  | Enrico XI di Reuss-Greiz |  |
|                              |                                       |                                         |                                                |  |  |       |  |  | Enrico XIII di Reuss-Greiz |  |  | Enrico XI di Reuss-Greiz |  |
|                              |                                       | Corradina di Reuss-Schleiz              |                                                |  |  |       |  |  | Enrico XIII di Reuss-Greiz |  |  |                          |  |
| Enrico XX di Reuss-Greiz     |                                       |                                         |                                                |  |  |       |  |  | Enrico XIII di Reuss-Greiz |  |  |                          |  |
|                              |                                       | Guglielmina Luisa di Nassau-Weilburg    | Carlo Cristiano di Nassau-Weilburg             |  |  |       |  |  |                            |  |  |                          |  |
|                              |                                       | Guglielmina Luisa di Nassau-Weilburg    | Carlo Cristiano di Nassau-Weilburg             |  |  |       |  |  |                            |  |  |                          |  |
|                              |                                       | Guglielmina Luisa di Nassau-Weilburg    | Carolina d'Orange-Nassau                       |  |  |       |  |  |                            |  |  |                          |  |
| Enrico XXII di Reuss-Greiz   |                                       | Guglielmina Luisa di Nassau-Weilburg    |                                                |  |  |       |  |  |                            |  |  |                          |  |
|                              |                                       | Gustavo d'Assia-Homburg                 | Federico V d'Assia-Homburg                     |  |  |       |  |  |                            |  |  |                          |  |
|                              |                                       | Gustavo d'Assia-Homburg                 | Federico V d'Assia-Homburg                     |  |  |       |  |  |                            |  |  |                          |  |
|                              |                                       | Gustavo d'Assia-Homburg                 | Carolina d'Assia-Darmstadt                     |  |  |       |  |  |                            |  |  |                          |  |
| Carolina d'Assia-Homburg     |                                       | Gustavo d'Assia-Homburg                 |                                                |  |  |       |  |  |                            |  |  |                          |  |
|                              |                                       | Luisa Federica di Anhalt-Dessau         | Federico di Anhalt-Dessau                      |  |  |       |  |  |                            |  |  |                          |  |
|                              |                                       | Luisa Federica di Anhalt-Dessau         | Federico di Anhalt-Dessau                      |  |  |       |  |  |                            |  |  |                          |  |
|                              |                                       | Luisa Federica di Anhalt-Dessau         | Amalia d'Assia-Homburg                         |  |  |       |  |  |                            |  |  |                          |  |
| Carolina di Reuss-Greiz      |                                       | Luisa Federica di Anhalt-Dessau         |                                                |  |  |       |  |  |                            |  |  |                          |  |
|                              | Giorgio Guglielmo di Schaumburg-Lippe | Filippo II di Schaumburg-Lippe          |                                                |  |  |       |  |  |                            |  |  |                          |  |
|                              | Giorgio Guglielmo di Schaumburg-Lippe | Filippo II di Schaumburg-Lippe          |                                                |  |  |       |  |  |                            |  |  |                          |  |
|                              | Giorgio Guglielmo di Schaumburg-Lippe | Giuliana d'Assia-Philippsthal           |                                                |  |  |       |  |  |                            |  |  |                          |  |
| Adolfo I di Schaumburg-Lippe | Giorgio Guglielmo di Schaumburg-Lippe |                                         |                                                |  |  |       |  |  |                            |  |  |                          |  |
|                              |                                       | Ida di Waldeck e Pyrmont                | Giorgio I di Waldeck e Pyrmont                 |  |  |       |  |  |                            |  |  |                          |  |
|                              |                                       | Ida di Waldeck e Pyrmont                | Giorgio I di Waldeck e Pyrmont                 |  |  |       |  |  |                            |  |  |                          |  |
|                              |                                       | Ida di Waldeck e Pyrmont                | Augusta di Schwarzburg-Sondershausen           |  |  |       |  |  |                            |  |  |                          |  |
| Ida di Schaumburg-Lippe      |                                       | Ida di Waldeck e Pyrmont                |                                                |  |  |       |  |  |                            |  |  |                          |  |
|                              |                                       | Giorgio II di Waldeck e Pyrmont         | Giorgio I di Waldeck e Pyrmont                 |  |  |       |  |  |                            |  |  |                          |  |
|                              |                                       | Giorgio II di Waldeck e Pyrmont         | Giorgio I di Waldeck e Pyrmont                 |  |  |       |  |  |                            |  |  |                          |  |
|                              |                                       | Giorgio II di Waldeck e Pyrmont         | Augusta di Schwarzburg-Sondershausen           |  |  |       |  |  |                            |  |  |                          |  |
| Erminia di Waldeck e Pyrmont |                                       | Giorgio II di Waldeck e Pyrmont         |                                                |  |  |       |  |  |                            |  |  |                          |  |
|                              |                                       | Emma di Anhalt-Bernburg-Schaumburg-Hoym | Vittorio II di Anhalt-Bernburg-Schaumburg-Hoym |  |  |       |  |  |                            |  |  |                          |  |
|                              |                                       | Emma di Anhalt-Bernburg-Schaumburg-Hoym | Vittorio II di Anhalt-Bernburg-Schaumburg-Hoym |  |  |       |  |  |                            |  |  |                          |  |
|                              |                                       | Emma di Anhalt-Bernburg-Schaumburg-Hoym | Amalia di Nassau-Weilburg                      |  |  |       |  |  |                            |  |  |                          |  |
|                              |                                       | Emma di Anhalt-Bernburg-Schaumburg-Hoym |                                                |  |  |       |  |  |                            |  |  |                          |  |

## Titoli e trattamento
- 13 luglio 1884 – 30 aprile 1903: Sua Altezza Serenissima Principessa Carolina Reuss di Greiz
- 30 aprile 1903 – 17 gennaio 1905: Sua Altezza reale La Granduchessa di Sassonia-Weimar-Eisenach